# اسلوپ کلاس شورهام
اسلوپ کلاس شورهام (به انگلیسی: Shoreham-class sloop) یک کلاس از اسلوپ‌ها است که طول آن ۲۸۱ فوت (۸۶ متر) می‌باشد.